# Cantón de Saint-Privat
El cantón de Saint-Privat era una división administrativa francesa, que estaba situada en el departamento de Corrèze y la región de Limusín.

## Composición
El cantón estaba formado por diez comunas:
- Auriac
- Bassignac-le-Haut
- Darazac
- Hautefage
- Rilhac-Xaintrie
- Saint-Cirgues-la-Loutre
- Saint-Geniez-ô-Merle
- Saint-Julien-aux-Bois
- Saint-Privat
- Servières-le-Château

## Supresión del cantón de Saint-Privat
En aplicación del Decreto n.º 2014-228 de 24 de febrero de 2014, el cantón de Saint-Privat fue suprimido el 22 de marzo de 2015 y sus 10 comunas pasaron a formar parte del nuevo cantón de Argentat.